# Калінково
Калінково (словац. Kalinkovo) — село, громада округу Сенець, Братиславський край, південно-західна Словаччина. Кадастрова площа громади — 12,91 км².
Населення 1375 осіб (станом на 31 грудня 2017 року).

## Історія
Калінково згадується 1288 року.

## Населення
| Рік:            | 1994. | 2004.    | 2014.    | 2024.    |
| --------------- | ----- | -------- | -------- | -------- |
| Кількість осіб: | 849   | 957      | 1278     | 1564     |
| Різниця:        |       | +12,72 % | +33,54 % | +22,37 % |

| Рік:            | 2023. | 2024.   |
| --------------- | ----- | ------- |
| Кількість осіб: | 1530  | 1564    |
| Різниця:        |       | +2,22 % |